# Richfield (Utah)
Richfield ist eine Stadt und Verwaltungssitz des Sevier County im  US-amerikanischen Bundesstaat Utah. Das U.S. Census Bureau hat bei der Volkszählung 2020 eine Einwohnerzahl von 8201 ermittelt.

## Geographie
Der Ort bedeckt eine Fläche von 13,7 km² (5,3 mi²), darunter keine Wasserflächen. Richfield hat milde und schneereiche Winter. Im Sommer kann die Temperatur durchaus auf 38 °C (100 °F) steigen. Richfield liegt im sogenannten Mormonen-Korridor an der Interstate 70, auf halbem Wege zwischen Los Angeles und Denver.

## Demographie
Am 21. Juli 2009 lebten in Richfield 7111 Menschen.

### Altersstruktur
| Alter in Jahren | Anteil  |
| --------------- | ------- |
| 18              | 35,40 % |
| 18–24           | 10,80 % |
| 25–44           | 22,70 % |
| 45–64           | 17,00 % |
| 65              | 14,10 % |

Das durchschnittliche Alter beträgt 29 Jahre.

## Söhne der Stadt
- Walter Frederick Morrison (1920–2010), Erfinder des Frisbees
- Howard C. Nielson (1924–2020), Politiker
- Max Deen Larsen (1943–2018), amerikanisch-österreichischer Kulturmanager